# Jairo Rodríguez
Jairo Rodríguez (nascido em 18 de outubro de 1949) é um ex-ciclista colombiano. Representou seu país, Colômbia, no ciclismo nos Jogos Olímpicos de Verão de 1972.